# Deuteromycotina
I funghi mitosporici (Deuteromycotina Ainsw, 1966) sono i miceti di cui si conosce solo la fase di riproduzione asessuata. Ai fini della classificazione, questo gruppo non ha un vero significato tassonomico ma è un gruppo artificiale, creato per raggruppare i funghi di cui non si conosce al momento la fase di riproduzione sessuata.

## Descrizione
I funghi mitosporici vengono studiati e analizzati, anche con tecniche molecolari e ultrastrutturali, per poterli inquadrare nelle quattro divisioni tassonomiche che costituiscono il regno dei funghi (Ascomycota, Basidiomycota, Chytridiomycota e Zygomycota). I funghi mitosporici erano precedentemente chiamati deuteromiceti; ancora non è stato assegnato a loro un nome formale.
Vanno a colonizzare i tessuti conduttori, degradano cellulosa ed emicellulosa.

## Tassonomia
Alla sottodivisione Deuteromycotina appartengono funghi con micelio settato, riproduzione asessuata e spore non mobili. Tali funghi vengono chiamati anche "funghi imperfetti". 
Secondo Ainsworth et al. (1973) il regno dei funghi veniva suddiviso in due divisioni Myxomycota ed Eumycota. In quest'ultima gli autori includevano cinque sottodivisioni: Mastigomycotina, Zygomycotina, Ascomycotina, Basidiomycotina e Deuteromycotina. 
La sottodivisione Deuteromycotina era divisa a sua volta in tre classi: Coelomycetes, Hyphomycetes e Agonomycetes.
Nella più moderna rivisitazione del regno dei funghi (Hawksworth et al., 1995) vengono accettati come componenti solo quattro divisioni: Ascomycota, Basidiomycota, Chytridiomycota e Zygomycota. I Deuteromycotina, invece,  non vengono più accettati come gruppo tassonomico ma sono inquadrati provvisoriamente tra i funghi mitosporici.